# Wind, Sky and Diamonds
| Recensione | Giudizio |
| ---------- | -------- |
| AllMusic   | [ 1 ]    |

Wind, Sky and Diamonds è un album discografico di Gabor Szabo, pubblicato dalla casa discografica Impulse! Records nel novembre (o) dicembre del 1967.

## Tracce
Lato A
1. San Franciscan Nights – 3:18 (Eric Burdon, Vic Briggs, John Weider, Barry Jenkins, Danny McCulloch) – Registrato il 14 settembre 1967
2. A Day in the Life – 3:20 (John Lennon, Paul McCartney) – Registrato il 14 settembre 1967
3. Twelve-Thirty (Young Girls Are Coming to the Canyon) – 3:00 (John Phillips) – Registrato il 12 settembre 1967
4. To Sir with Love – 2:28 (Don Black, Mark London) – Registrato il 13 settembre 1967
5. White Rabbit – 2:30 (Grace Slick) – Registrato il 12 settembre 1967
6. Guantanamera – 3:09 (José Martí, Héctor Ángulo, Pete Seeger) – Registrato il 12 settembre 1967

Lato B
1. Saigon Bride – 2:10 (Joan Baez, Nina Duscheck) – Registrato il 12 settembre 1967
2. The End of Life – 2:55 (Tom Bahler, John Bahler, Gabor Szabo, Christine Copeland) – Registrato il 14 settembre 1967
3. Lucy in the Sky with Diamonds – 3:44 (John Lennon, Paul McCartney) – Registrato il 13 settembre 1967
4. Are You There? – 3:31 (Gabor Szabo, Steve Allen) – Registrato il 13 settembre 1967
5. W.C. Fields – 3:40 (Tom Bahler, John Bahler, Christine Copeland) – Registrato il 14 settembre 1967

## Musicisti
San Franciscan Nights / A Day in the Life / The End of Life / W.C. Fields
- Gabor Szabo - chitarra, voce
- Dennis Budimir - chitarra
- Louis Morell - chitarra
- Bill Plummer - sitar
- Mike Melvoin - pianoforte, clavicembalo
- Carol Kaye - basso fender
- John Guerin - batteria
- Emil Richards - percussioni
- Ron Hicklin (The California Dreamers) - accompagnamento vocale, cori
- Al Capps (The California Dreamers) - accompagnamento vocale, cori
- Loren Farber (The California Dreamers) - accompagnamento vocale, cori
- John Bahler (The California Dreamers) - accompagnamento vocale, cori
- Tom Bahler (The California Dreamers) - accompagnamento vocale, cori
- Ian Freebairn-Smith (The California Dreamers) - accompagnamento vocale, cori
- Sally Stevens (The California Dreamers) - accompagnamento vocale, cori
- Sue Allen (The California Dreamers) - accompagnamento vocale, cori
- Jackie Ward (The California Dreamers) - accompagnamento vocale, cori

Twelve-Thirty (Young Girls Are Coming to the Canyon) / White Rabbit / Guantanamera / Saigon Bride
- Gabor Szabo - chitarra, voce
- Dennis Budimir - chitarra
- Herb Ellis - chitarra
- Bill Plummer - sitar
- Mike Melvoin - pianoforte, clavicembalo
- Carol Kaye - basso fender
- Jimmy Gordon - batteria
- Emil Richards - percussioni
- Ron Hicklin (The California Dreamers) - accompagnamento vocale, cori
- Al Capps (The California Dreamers) - accompagnamento vocale, cori
- Loren Farber (The California Dreamers) - accompagnamento vocale, cori
- John Bahler (The California Dreamers) - accompagnamento vocale, cori
- Tom Bahler (The California Dreamers) - accompagnamento vocale, cori
- Ian Freebairn-Smith (The California Dreamers) - accompagnamento vocale, cori
- Sally Stevens (The California Dreamers) - accompagnamento vocale, cori
- Sue Allen (The California Dreamers) - accompagnamento vocale, cori
- Jackie Ward (The California Dreamers) - accompagnamento vocale, cori

To Sir with Love / Lucy in the Sky with Diamonds / Are You There?
- Gabor Szabo - chitarra, voce
- Howard Roberts - chitarra
- Louis Morell - chitarra
- Bill Plummer - sitar
- Mike Melvoin - pianoforte, clavicembalo
- Ray Pohlman - basso fender
- Jimmy Gordon - batteria
- Victor Feldman - percussioni
- Ron Hicklin (The California Dreamers) - accompagnamento vocale, cori
- Al Capps (The California Dreamers) - accompagnamento vocale, cori
- Loren Farber (The California Dreamers) - accompagnamento vocale, cori
- John Bahler (The California Dreamers) - accompagnamento vocale, cori
- Tom Bahler (The California Dreamers) - accompagnamento vocale, cori
- Ian Freebairn-Smith (The California Dreamers) - accompagnamento vocale, cori
- Sally Stevens (The California Dreamers) - accompagnamento vocale, cori
- Sue Allen (The California Dreamers) - accompagnamento vocale, cori
- Jackie Ward (The California Dreamers) - accompagnamento vocale, cori